# Rágol
Rágol és una localitat de la província d'Almeria, Andalusia. L'any 2005 tenia 367 habitants. La seva extensió superficial és de 27 km² i té una densitat de 13,6 hab/km². Les seves coordenades geogràfiques són 36° 59′ N, 2° 40′ O. Està situada a una altitud de 425 metres i a 39 quilòmetres de la capital de la província, Almeria.

## Demografia
| 1996 | 1998 | 1999 | 2000 | 2001 | 2002 | 2003 | 2004 | 2005 | 2006 |
| ---- | ---- | ---- | ---- | ---- | ---- | ---- | ---- | ---- | ---- |
| 395  | 384  | 398  | 390  | 391  | 392  | 386  | 382  | 367  | 365  |